# Partiet Värdighets- och sanningsplattformen
Partiet Värdighets- och sanningsplattformen (rumänska: Partidul Politic „Platforma Demnitate și Adevăr, PPPDA, ofta utskrivet Platforma DA), är ett liberalt pro-europeiskt politiskt parti i Moldavien.
Partiet bildades i april 2013 av advokaten Andrei Năstase och är representerat i parlament sedan 2019. Inför parlamentsvalet 2019 bilade de valalliansen ACUM Platforma DA și PAS tillsammans med Partiet handling och solidaritet som tillsammans fick 26 mandat. Mellan 8 juni och 12 november 2019 ingick de i Regeringen Sandu.